# Волтер Фредерік Ферр'є
Волтер Фредерік Ферр'є (1865—1950) — канадський геолог, гірничий інженер.
Закінчив школу гірничої техніки Університету Макгілла. Мінералог. Створив великі колекції мінеральних зразків.
Зразки мінералів, які він накопичив, відіграли важливу роль у створенні мінеральних колекцій, зокрема, Смітсонівської колекції у Вашингтоні, Королівського музею Онтаріо в Канаді, Альбертського університету, і музею, особливо дорогого його серцю — Музею Редпат в Університеті Макгілла в Монреалі.
Під час однієї зі своїх пошукових поїздок на краю озера Камлупс, у Відділі гірничої справи міста Камлупс (Канада), він помітив мінерал з лезоподібними кристалами, включений в халцедон. Він виявився новим членом групи цеолітів. Згодом цей мінерал був названий на його честь — ферр'єрит.